# Josiah Lincoln Lowe
Josiah Lincoln Lowe (13 de febrero de 1905 - 30 de abril de 1997) fue un micólogo estadounidense, especializado en el estudio de poliporos.

## Biografía
Era originario de Hopewell (Nueva Jersey), hijo de Josiah A. y Anna Case, donde concurrió a la escuela primaria y media. En 1927, se graduó con un grado en bachelor of science por la Universidad Estatal de Nueva York en Siracusa, y en 1938, el doctorado por la Universidad de Míchigan, con Calvin H. Kauffman y Edwin Butterworth Mains como sus principales supervisores académicos. Su tesis doctoral se tituló The genus Lecidea in the Adirondack Mountains of New York. Ese año, comenzó su carrera académica en la New York State College of Forestry, cargo que ocupó durante casi 40 años. Se retiró en 1975 y se convirtió en un emeritus professor.
En la década de 1980, fue diagnosticado con la enfermedad de Alzheimer; y falleció en Siracusa.

## Algunas publicaciones
- Lowe JL, Lombard FF. 1973. On the identity of Polyporus lacteus. Mycologia 65: 725–732.
- ———, Pegler D. 1973. Polyporus amygdalinus and P. pseudosulphureus. Mycologia 65: 208–211.
- ———. 1974. Solution to a mycological mystery. Bull. de la Société Linnéenne de Lyon. Nº especial. p 239–240.
- ———. 1974. [Review of] W. A. Murrill's Tropical Polypores. Mycologia 66: 556.
- ———. 1975. Polyporaceae of North America. The genus Tyromyces. Mycotaxon 2: 1–82.
- Lee TM, West LG, McLaughlin JL, Brady LR, Lowe JL, Smith AH. 1975. Screening for N-methylated tyramines in some higher fungi. Lloydia 38: 450–452.
- Lowe JL. 1976. On Polyporus sobrius. Kew Bulletin 31: 753–754.
- ———. 1976. Species Index to Polypores (sensu Strictu) in Saccardo, Sylloge Fungorum, v. 13-26. 194 p.
- Ginns J, Lowe JL. 1983. Macrohyporia extensa and its synonym Poria cocos. Can J Bot 61: 1672–1679.

## Reconocimientos
- 1960: presidente de la Society of America

## Eponimia
Géneros de fungi
- Loweporus J.E.Wright,
- Loweomyces (Kotl. & Pouzar) Jülich.[1]

Especies de fungi
- Leptoporus lowei Pilát,
- Lindtneria lowei M.J.Larsen,
- Ploioderma lowei Czabator,
- Polyporus lowei Burdsall & Lombard.